# 14403 de Machault
14403 de Machault è un asteroide della fascia principale. Scoperto nel 1991, presenta un'orbita caratterizzata da un semiasse maggiore pari a 2,7733605 UA e da un'eccentricità di 0,0404025, inclinata di 2,86106° rispetto all'eclittica.